# Стогазовац
Стогазовац је насеље у Србији у општини Књажевац у Зајечарском округу. Удаљен је 10 km северозападно од Књажевца. Према попису из 2022. било је 57 становника (према попису из 2011. било је 104 становника).

## Физичко-географске одлике

### Рељеф
Кроз село протиче Зубетиначка река коју њеним уласком у његов атар називају „Стогазовачка река”. Она је усекла клисуру Ждрело коју многи називају „Књажевачким Метеорима” јер њене стене конфигурацијски подсећају на популарне грчке „Метеоре”. Клисура Ждрело спада у флувио-денудационе облике рељефа. Налази се на самом излазу из села, из правца Књажевца. Њена дужина износи око 300 m. Клисура је усечена у глиновите кречњаке и глинце из периода доње креде. Са њене десне стране налази се брдо Кулиња (540 m), а са леве стране брдо Рудина (460 m). У клисури, непосредно уз реку издижу се кречњачке стене специфичних облика до висине од 70 – 80 m. Највише литице су Лисичији и Здравачки камен на десној страни клисуре. Лисичији камен назива се још „Момин камен” или „Девојачки камен”. Са врха овог камена пружа се предиван поглед на клисуру и село. Он се налази у средишњем делу клисуре. Здравачки камен издиже се на самом улазу у клисуру. Ширина клисуре у најужем делу, на самом дну, износи 2 – 3 m. Ово је био једини пролаз пре просецања пута кроз клисуру.
На дну клисуре, у кориту реке, налази се извор „свете воде” кога мештани називају „Божја трпезица”. Сматра се да извор никада није пресушио и да има лековито дејство за очне болести. Поред њега пронађен је римски жртвеник. Дно извора карактеристично је по великом броју обрушених блокова стена, преко којих река протиче у виду слапова. Ови блокови допринели су стварању великих вирова међу којима су познати Сињи вир, Телчи вир и најнизводнији Петковски вир. Телчи вир добио је име током XIX века када су због велике суше становници околних села појили стоку у њему. Узводно од Телчег вира налази се рупа у стени испуњена речном водом која се назива „бунар” и удубљење у виду каде у каменом блоку кроз које протиче река у виду слапа и спушта се у вир.

## Демографија
Према последњем попису из 2022. године у Стогазовцу је живело 57 становника што је за 47 мање у односу на 2011. када је на попису било 104 становника. У насељу живи 55 пунолетних становника, а просечна старост становништва износи 62,24 година (60,54 код мушкараца и 63,77 код жена).
Према подацима пописа из 2022. у насељу има 29 домаћинства, а просечан број чланова по домаћинству је 1,97 а према истом попису у насељу има 68 стамбених јединица од којих је 30 насељених.
Ово насеље је у потпуности насељено Србима (према попису из 2002. године), а у последња три пописа, примећен је пад у броју становника.
|  |

| Демографија | Демографија | Демографија |
| Година      | Становника  | Становника  |
| ----------- | ----------- | ----------- |
| 1948.       | 452         |             |
| 1953.       | 437         |             |
| 1961.       | 418         |             |
| 1971.       | 346         |             |
| 1981.       | 292         |             |
| 1991.       | 184         | 179         |
| 2002.       | 132         | 137         |
| 2011.       | 104         |             |
| 2022.       | 57          |             |

| Етнички састав према попису из 2002.‍ | Етнички састав према попису из 2002.‍ | Етнички састав према попису из 2002.‍ | Етнички састав према попису из 2002.‍ | Етнички састав према попису из 2002.‍ |
| ------------------------------------ | ------------------------------------ | ------------------------------------ | ------------------------------------ | ------------------------------------ |
|                                      |                                      |                                      |                                      |                                      |
| Срби                                 | Срби                                 |                                      | 132                                  | 100,0%                               |
| непознато                            | непознато                            |                                      | 0                                    | 0,0%                                 |

| Година пописа     | 1948. | 1953. | 1961. | 1971. | 1981. | 1991. | 2002. |
| ----------------- | ----- | ----- | ----- | ----- | ----- | ----- | ----- |
| Број домаћинстава | 93    | 93    | 87    | 77    | 72    | 67    | 55    |

| Број чланова      | 1  | 2  | 3 | 4 | 5 | 6 | 7 | 8 | 9 | 10 и више | Просек |
| ----------------- | -- | -- | - | - | - | - | - | - | - | --------- | ------ |
| Број домаћинстава | 15 | 23 | 7 | 6 | 0 | 3 | 0 | 1 | 0 | 0         | 2,40   |

| Пол    | Укупно | Неожењен/Неудата | Ожењен/Удата | Удовац/Удовица | Разведен/Разведена | Непознато |
| ------ | ------ | ---------------- | ------------ | -------------- | ------------------ | --------- |
| Мушки  | 60     | 7                | 43           | 9              | 1                  | 0         |
| Женски | 64     | 2                | 40           | 19             | 3                  | 0         |
| УКУПНО | 124    | 9                | 83           | 28             | 4                  | 0         |

| Пол    | Укупно                    | Пољопривреда, лов и шумарство | Рибарство                            | Вађење руде и камена | Прерађивачка индустрија       |
| ------ | ------------------------- | ----------------------------- | ------------------------------------ | -------------------- | ----------------------------- |
| Мушки  | 21                        | 8                             | 0                                    | 2                    | 5                             |
| Женски | 9                         | 3                             | 0                                    | 0                    | 4                             |
| УКУПНО | 30                        | 11                            | 0                                    | 2                    | 9                             |
| Пол    | Производња и снабдевање   | Грађевинарство                | Трговина                             | Хотели и ресторани   | Саобраћај, складиштење и везе |
| Мушки  | 0                         | 1                             | 0                                    | 0                    | 3                             |
| Женски | 0                         | 0                             | 1                                    | 0                    | 0                             |
| УКУПНО | 0                         | 1                             | 1                                    | 0                    | 3                             |
| Пол    | Финансијско посредовање   | Некретнине                    | Државна управа и одбрана             | Образовање           | Здравствени и социјални рад   |
| Мушки  | 0                         | 0                             | 1                                    | 0                    | 0                             |
| Женски | 0                         | 0                             | 0                                    | 0                    | 1                             |
| УКУПНО | 0                         | 0                             | 1                                    | 0                    | 1                             |
| Пол    | Остале услужне активности | Приватна домаћинства          | Екстериторијалне организације и тела | Непознато            | Непознато                     |
| Мушки  | 0                         | 0                             | 0                                    | 1                    | 1                             |
| Женски | 0                         | 0                             | 0                                    | 0                    | 0                             |
| УКУПНО | 0                         | 0                             | 0                                    | 1                    | 1                             |